# Славяново
Славяново (болг. Славяново) — город в Болгарии. Находится в Плевенской области, входит в общину Плевен. Население составляет 4094 человека (2022).
До 1934 года назывался Турски-Трыстеник, для того чтобы отличить от другого города Марашки-Трыстеник (нынешний Трыстеник).

## Политическая ситуация
В местном кметстве Славяново, в состав которого входит Славяново, должность кмета (старосты) исполняет Христо Тодоров Таренгов (коалиция в составе 5 партий: Демократы за сильную Болгарию (ДСБ), Национальное движение «Симеон Второй» (НДСВ), Болгарская рабочая социал-демократическая партия (БСДП), Болгарский земледельческий народный союз (БЗНС), Демократическая партия Болгарии (ДП)) по результатам выборов правления кметства.
Кмет (мэр) общины Плевен — Найден Маринов Зеленогорски (коалиция в составе 3 партий: Демократы за сильную Болгарию (ДСБ), Болгарский земледельческий народный союз (БЗНС), Союз демократических сил (СДС)) по результатам выборов в правление общины.

## Галерея

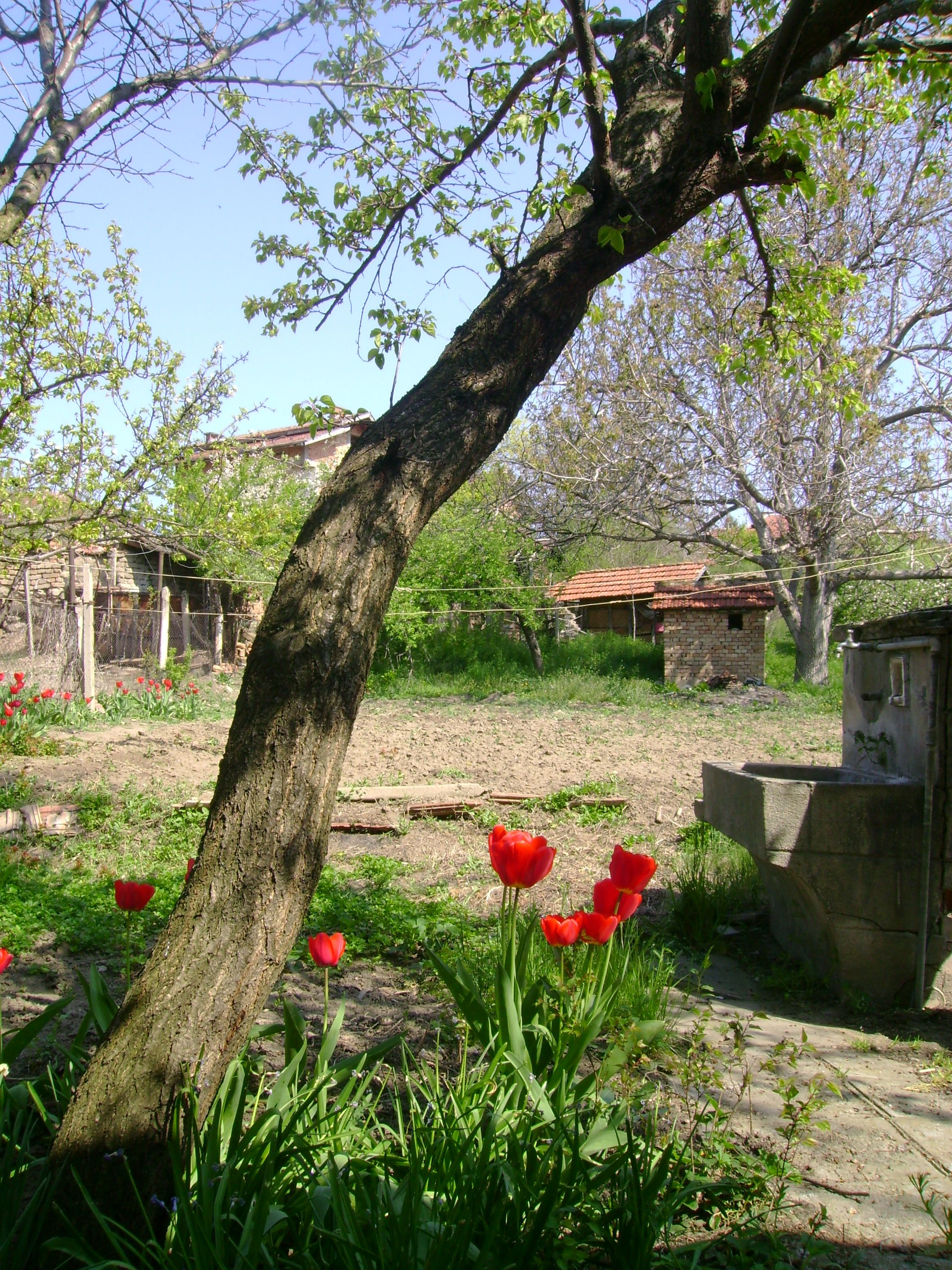
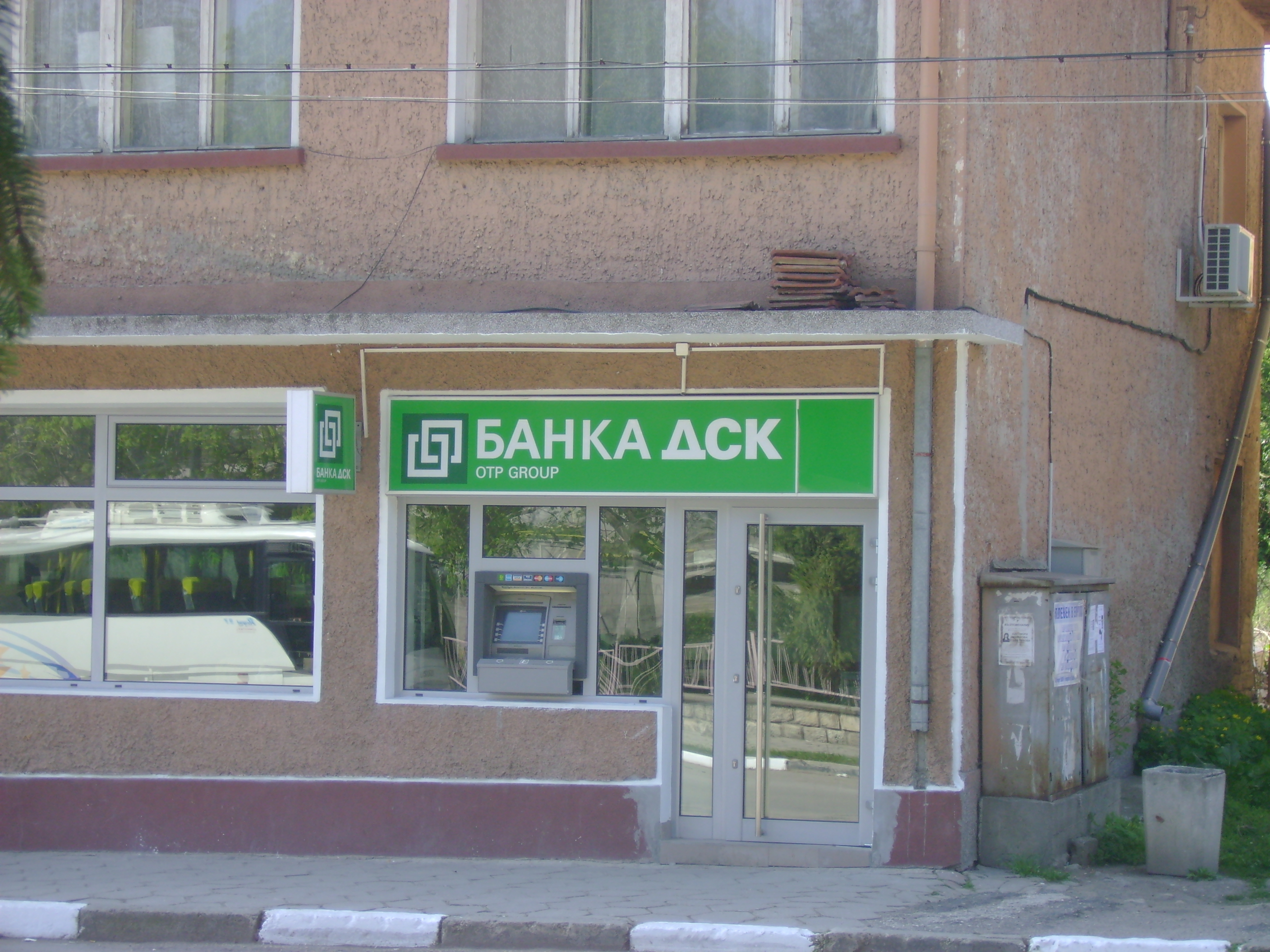
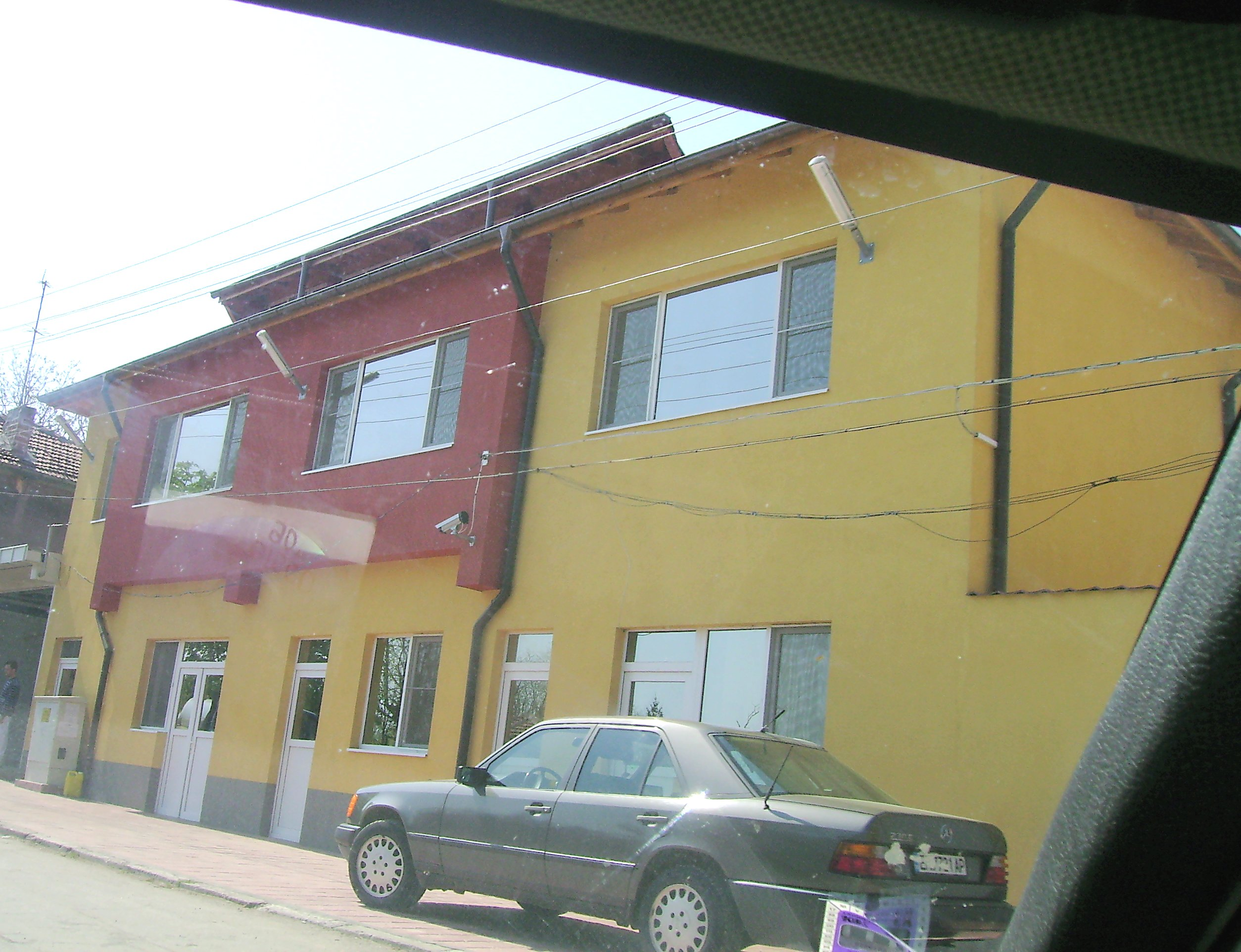